# 터니스 킨트
터니스 킨트(에스토니아어: Tõnis Kint, 1896년 8월 5일 러시아 제국 리보니아 현(현재의 에스토니아 빌리안디 주) ~ 1991년 1월 5일 스웨덴 외른셸스비크)는 에스토니아의 정치인이다.
타르투 과학 고등학교 출신이며 1920년부터 1928년까지 타르투 대학교 농학과에 재학했다. 1938년부터 1940년까지 초등학교 교사로 재직했다. 제2차 세계 대전 이 진행 중이던 1944년에 스웨덴으로 망명했다.
1953년부터 1970년까지 에스토니아 망명 정부 농업부 장관을 역임했으며 1964년부터 1970년까지 에스토니아 망명 정부 총리 권한대행을 역임했다. 1970년 12월 23일부터 1990년 3월 1일까지 에스토니아 망명 정부 총리 겸 대통령을 역임했다.